# Dudanus javieri
Dudanus javieri är en insektsart som beskrevs av Adolf Remane och Della Giustina 1997. Dudanus javieri ingår i släktet Dudanus och familjen dvärgstritar. Inga underarter finns listade i Catalogue of Life.